# Giuseppe Montanari
Pour les articles homonymes, voir Montanari.

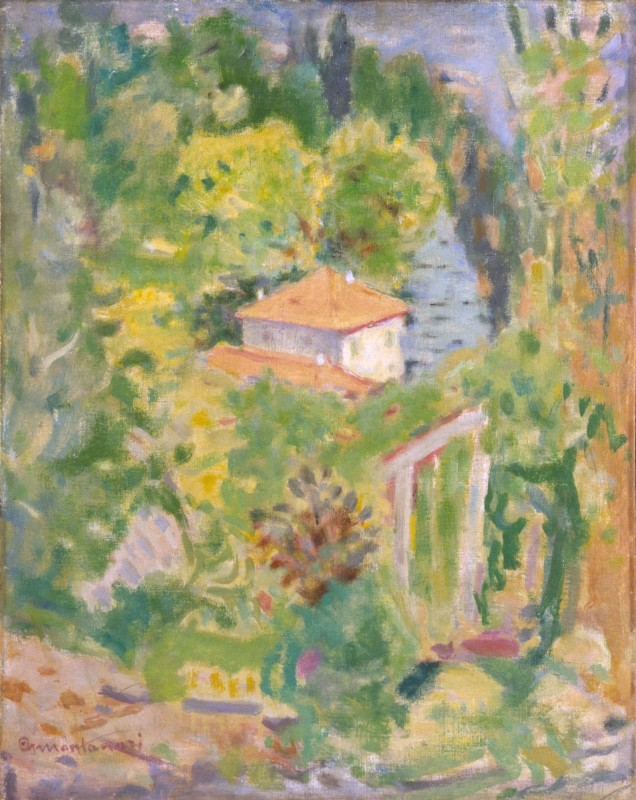
Casa nel bosco, vers 1950 (Fondation Cariplo).

Giuseppe Montanari, né en 1889 et mort en 1976, est un peintre italien associé au mouvement Novecento.

## Biographie
Montanari est né à Osimo (Ancône). Il  déménage à Milan en 1906 et étudie à l'Académie de Brera. Il déménage à Varese après la Première Guerre mondiale. L'influence de Ubaldo Oppi et de Felice Casorati l'amène à simplifier ses volumes et à leur conférer une plus grande solidité dans les années 1920. Il rejoint le mouvement Novecento Italiano et participe à leurs deux premières expositions (Milan en 1926 et en 1929). Sa participation à la  Biennale de Venise débute par une invitation en 1924 avec la 14e Esposizione Internazionale d'Arte della Città di Venezia. Son sujet est inspiré du folklore régional dans cette période et sa peinture de pêcheurs (Pescatori) est achetée par la Galleria d'Arte Moderna de Milan en 1930. Le caractère classique et monumental des grandes compositions contraste avec le naturalisme des esquisses et des portraits de famille. Il est influencé par le mouvement milanais Chiarismo durant la seconde moitié des années 1930 et après la Seconde Guerre mondiale, il séjourne fréquemment dans les Marches et en Ligurie. Il meurt à Varese en 1976.